# Parmellops
Parmellops is een geslacht van weekdieren uit de klasse van de Gastropoda (slakken).

## Soorten
- Parmellops etheridgei (Hedley, 1890)
- Parmellops perspicuus Hyman & Ponder, 2016